# Indicatif régional 859

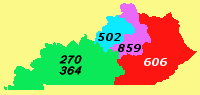
Carte de l'État du Kentucky avec les territoires de ses indicatifs régionaux. L'indicatif régional 859 est en rose.

 (décembre 2023).
Si vous disposez d'ouvrages ou d'articles de référence ou si vous connaissez des sites web de qualité traitant du thème abordé ici, merci de compléter l'article en donnant les références utiles à sa vérifiabilité et en les liant à la section « Notes et références ».
L'indicatif régional 859 est l'un des indicatifs téléphoniques régionaux de l'État du Kentucky aux États-Unis. Cet indicatif couvre un territoire situé au centre-nord de l'État.
La carte ci-contre indique en rose le territoire couvert par l'indicatif 859.
L'indicatif régional 859 fait partie du Plan de numérotation nord-américain.

## Comtés desservis par l'indicatif
- Comté de Boone
- Comté de Bourbon
- Comté de Boyle
- Comté de Campbell
- Comté de Clark
- Comté de Fayette
- Comté de Gallatin
- Comté de Garrard
- Comté de Grant
- Comté de Harrison
- Comté de Jessamine
- Comté de Kenton
- Comté de Madison
- Comté de Mercer
- Comté de Montgomery
- Comté de Nicholas
- Comté de Pendleton
- Comté de Washington
- Comté de Woodford

## Principales villes desservies par l'indicatif
- La région métropolitaine de la ville de Cincinnati située dans l’État du Kentucky
- Lexington
- Nicholasville
- Richmond
- Berea
- Danville
- Covington
- Versailles
- Florence
- Independence
- Mount Sterling
- Winchester

## Source
- (en) Cet article est partiellement ou en totalité issu de l’article de Wikipédia en anglais intitulé « Area code 859 » (voir la liste des auteurs).